# Elke Kratzer
Elke Kratzer (* 27. September 1971 in Regensburg, Bayern) ist eine deutsche Filmproduzentin, Autorin und Regisseurin.

## Leben
Elke Kratzer wuchs in Regensburg und München auf. Von 1993 bis 1995 studierte sie Politikwissenschaft und Philosophie an der Ludwig-Maximilians-Universität München. Von 1995 bis 2002 absolvierte sie ein Masterstudium an der Filmakademie Wien.

## Filmografie (Auswahl)
Auswahl von Filmen, bei denen Elke Kratzer als Produzentin und Producerin tätig war:
- 2001: Goldfeber, Regie: Theodor (Teddy) Schuler
- 2002: Richtung Zukunft durch die Nacht, Regie: Jörg Kalt
- 2003: Das wirst du nie verstehen, Regie: Anja Salomonowitz
- 2005: F.A.Q. – Film o Koroski/Ein Film über Kärnten R: Stefan Hafner
- 2006: No Island: The Palmers Kidnapping of 1977, Regie: M. Gartner
- 2009: Europolis – The Town of the Delta (Evropolis - gradyt na deltata)
- 2010: ZLIN -Die gelebte Utopie, Regie: A.Binder / Stefan Hafner
- 2011: Flucht in die andere Richtung, Regie: Ralf von Jacobs
- 2016: Route 76 Von den Alpen bis ans Meer[1]

Auswahl von Filmen, bei denen Elke Kratzer als Regisseurin tätig war:
- 1997: Die Bäder von Lucca
- 2006: Nichts ist spannender als die Wirklichkeit (ORF/3Sat) nominiert für den Axel-Corti-Bildungspreis der Stadt Wien
- 2016: Route 76 Von den Alpen bis ans Meer[2]

Auswahl von Filmen, bei denen Elke Kratzer als Autorin tätig war:
- 1993–1995: Kindersendung: Vampy auf RTL 2 – u. a. Das verrückte ABC - Die Dichterwerkstatt

- 1996: Bagni di Lucca

- 2006: Nichts ist spannender als die Wirklichkeit

## Festivals und Preise
- Filmfestival Max Ophüls Preis Nachwuchspreis
- Regard Neufs „Visions du Réel“ Nyon
- Lobende Erwähnung Diagonale 2005
- Euro Media Award 2008
- „Golden Rhyton Sofia“ 2009
- „Winner Los Angeles Reel Filmfestival“ 2009
- 3 Filme im „Filmhimmel Österreich“ 100 Programme zur Österreichischen Filmgeschichte (Wolkenbügel, Stossek68-86, Das wirst du nie verstehen)
- 2006 nominiert für den Axel-Corti-Preis des Fernsehpreises der Erwachsenenbildung für Nichts ist spannender als die Wirklichkeit
- Nominierung 2011 für den Max Ophüls Preis
- Preis der Robert Bosch Stiftung für das Projekt „Route76“